# 異雀七
天燕座η，又名CP-80 706，HD 123998、SAO 258693、HR 5303，是天燕座的一颗恒星，视星等为4.91，位于銀經306.43，銀緯-18.73，其B1900.0坐标为赤經14h 5m 39.5s，赤緯-80° -18.73′ 20″。